# Тысяча и одна ночь
«Кни́га ты́сячи и одно́й но́чи» (араб. كِتَابُ أَلْفِ لَيْلَةٍ وَلَيْلَةٌ‎‎, перс. هزار و یک شب‎; «Китаб альф лейла ва лейла») — памятник средневековой арабской и персидской литературы, собрание сказок и новелл, обрамлённое историей о персидском царе Шахрияре и его жене по имени Шахерезада (Шахразаде). Первое полное печатное издание на арабском языке, так называемое булакское, было опубликовано в Каире в 1835 году.

## История создания
Вопрос о происхождении и развитии «Тысячи и одной ночи» не выяснен полностью до настоящего времени. Попытки искать прародину этого сборника в Индии, делавшиеся его первыми исследователями, не получили достаточного обоснования. Согласно указанию М. А. Салье, первые письменные сведения об арабском собрании сказок, обрамлённых повестью о Шахрияре и Шахразаде и называвшемся «Тысяча ночей» или «Тысяча одна ночь», упоминаются в сочинениях багдадских писателей X века — историка аль-Масуди (al-Mas‘ûdî, ум. 956) и библиографа Ибн ан-Надима (Ibn
al-Nadîm, ум. 995). Эти авторы писали о сборнике, как о давно и хорошо известном произведении. Основой текста «Ночей» на арабской почве стал сделанный в VIII веке перевод персидского сборника «Хезар Афсане» (Hezâr Afsân(e) «Тысяча историй», «Тысяча сказок», или «Тысяча легенд», от персидских слов «Хезар» — «тысяча», «Афсане» — «сказка, легенда». У Салье — «Хезар-Эфсане», то есть «Тысяча повестей»). Перевод этот, носивший название «Тысяча ночей» или «Тысяча одна ночь», был, как свидетельствуют арабские писатели того времени, очень популярен в столице восточного халифата, в Багдаде. Судить о характере его мы[кто?] не можем, так как до нас дошёл лишь обрамляющий его рассказ, совпадающий с рамкой «Тысячи и одной ночи». В эту удобную рамку вставлялись в разное время различные рассказы, иногда — целые циклы рассказов, в свою очередь обрамлённые, как например «Сказка о горбуне», «Носильщик и три девушки» и другие. Отдельные сказки сборника, до включения их в писанный текст, существовали часто самостоятельно, иногда в более распространённой форме. Можно с большим основанием предполагать, что первыми редакторами текста сказок были профессиональные рассказчики, заимствовавшие свой материал прямо из устных источников; под диктовку рассказчиков сказки записывались книгопродавцами, стремившимися удовлетворить спрос на рукописи «Тысячи и одной ночи». В предисловии ко 2-му исправленному восьмитомному изданию 1958—1960 годов собственного перевода М. А. Салье писал: «Первыми поставщиками материала для них были профессиональные народные сказители, рассказы которых первоначально записывались под диктовку с почти стенографической точностью, без всякой литературной обработки. Большое количество таких рассказов на арабском языке, записанных еврейскими буквами, хранится в Государственной Публичной библиотеке имени Салтыкова-Щедрина в Санкт Петербурге; древнейшие списки относятся к XI—XII векам».
Салье отметил, что Ибн ан-Надим сообщал о не сохранившейся книге своего старшего современника, некоего Абд-Аллаха аль-Джахшияри (Al-Jahshiyârî, Abû ‘Abdallâh Muhammad ibn ‘Abdûs; ум. 942), задумавшего составить сборник из тысячи сказок «арабов, персов, греков и других народов», по одной на ночь, объёмом каждая листов в пятьдесят, но умершего, успев набрать только 480 повестей. Ибн ан-Надим свидетельствовал, что воочию видел некоторые части того сборника.
Вслед за М. А. Салье И. М. Фильштинский полагал, что «Тысяча и одна ночь» не была творением какого-либо одного автора. «Части этого удивительного памятника собирались, перерабатывались и редактировались в течение многих столетий, и лишь к XVI—XVII векам свод окончательно сложился в том виде, в каком он известен современному читателю». «Тысяча и одна ночь» не является собранием только арабских сказок. Фильштинский указывал, что в создании этого грандиозного свода принимали участие многие народы Востока, хотя свою окончательную форму он приобрёл на арабском языке и прочно вошёл в историю арабской народной словесности. Вошедшие в сборник части создавались народами Индии, Ирана, Месопотамии и Египта. В то время как Салье полагал объединение самостоятельных сказок в группы по месту их предполагаемого происхождения недостаточно обоснованным, Фильштинский вычленял три группы сказок — индо-иранские, багдадские и египетские. Древнейший пласт свода состоит из арабского перевода с персидского индо-иранских сказок, собранных в сборнике «Хезар эфсане» («Тысяча сказок») и относящихся к доисламской традиции. К нему относятся самые ранние сказки индийского происхождения, переведённые на персидский язык. Его первый исламизированный и арабизированный перевод VIII века утерян. Наиболее поздний слой «Тысячи и одной ночи» представлен египетскими сказками. Период формирования сборника исследователи датируют IX—XVII веками. Сохранившиеся рукописные варианты свода относятся к XVI—XVII векам.

### Гипотеза Хаммер-Пургшталя
При исследовании вопроса о происхождении и составе сборника европейские учёные расходились в двух направлениях: арабисты выступали за арабское происхождение сказок, индологи полагали, что истоки сказок следует искать в Индии в литературе на санскрите. Йозеф фон Хаммер-Пургшталь стоял за их индийское и персидское происхождение, ссылаясь на сообщения арабского историка Аль-Масуди (Мас’удия) и библиографа Ибн ан-Надима (Китаб аль-фихрист, до 987 года) о том, что старо-персидский сборник «Хезâр-эфсâне» (фарси: «Хезар Афсане», «Тысяча сказок»), происхождения не то ещё ахеменидского, не то аршакидского и сасанидского, был переведён на арабский язык лучшими арабскими литераторами при Аббасидах и известен под именем «Тысячи и одной ночи».
По теории Хаммера, перевод персидского «Хезâр-эфсâне», постоянно переписываемый, разрастался и принимал, ещё при Аббасидах, в свою удобную рамку новые наслоения и новые прибавки, большей частью из других аналогичных индийско-персидских сборников (среди которых, например, «Книга о семи мудрецах», или «Синдбадова книга») или даже из произведений греческих. Это происходило в XII—XIII веках, когда центр арабского литературного процветания перенёсся из Азии в Египет, где «Тысяча и одна ночь» усиленно переписывалась новыми переписчиками, опять получая новые наслоения: группу рассказов о славных минувших временах халифата с центральной фигурой халифа Гаруна ар-Рашида (786—809; у Крымского — Гарун Аль-Рашид; Салье и Фильштинский передавали имя как Харун ар-Рашид), а несколько позже — свои местные рассказы из периода египетской династии вторых мамелюков (так называемых черкесских или борджитских). Когда завоевание Египта Османской империей подорвало арабскую интеллектуальную жизнь и литературу, то «Тысяча и одна ночь», по мнению Хаммера, перестала разрастаться и сохранилась уже в том виде, в каком её застало османское завоевание.

### Гипотеза де Саси
Радикально противоположное воззрение высказано было Сильвестром де Саси, который отвергал индийскую теорию и полагал, что свидетельство аль-Масуди не может считаться достоверным. Исследователь доказывал, что весь дух и мировоззрение «Тысячи и одной ночи» — насквозь мусульманские, нравы — арабские и притом довольно поздние, уже не аббасидского периода, обычная сцена действия — арабские места (Багдад, Мосул, Дамаск, Каир), язык — не классический арабский, а скорее простонародный, с проявлением, по-видимому, сирийских диалектных особенностей, то есть близкий к эпохе литературного упадка. Отсюда у де Саси следовал вывод, что «Тысяча и одна ночь» есть вполне арабское произведение, составленное не постепенно, а сразу, одним автором, в Сирии, около половины XV века; смерть, вероятно, прервала работу сирийца-составителя, и потому «Тысяча и одна ночь» была закончена его продолжателями, которые и приписывали к сборнику разные концовки из другого сказочного материала, ходившего среди арабов, — например, из Путешествий Синдбада, Синдбâдовой книги о женском коварстве и т. п.. Из персидского «Хезâр-эфсâне», по убеждению де Саси, сирийский составитель арабской «Тысячи и одной ночи» ничего не взял, кроме заглавия и рамки, то есть манеры влагать сказки в уста Шехрезады; если же какая-нибудь местность с чисто арабской обстановкой и нравами подчас именуется в «Тысяче и одной ночи» Персией, Индией или Китаем, то это делается только для большей важности и порождает в результате одни лишь забавные анахронизмы.

### Гипотеза Лейна
Последующие учёные постарались примирить оба взгляда. Особенно важным в этом отношении оказался авторитет Эдварда Лейна, известного знатока этнографии Египта. В предположениях о более поздней датировке составления «Тысячи и одной ночи» одним автором на позднеарабской почве Лейн пошёл ещё дальше, чем де Саси: из упоминаний о построенной в 1501 году мечети Адилийе, об употреблении кофе и табака (один раз), об огнестрельном оружии этнограф заключал, что «Тысяча и одна ночь» была начата в конце XV века и закончена в первой четверти XVI века, а заключительные фрагменты могли быть присоединены к сборнику даже при османах, то есть в XVI—XVII веках. Язык и стиль «Тысячи и одной ночи» Лейн расценил как обыкновенный стиль грамотного, но не слишком учёного египтянина XV—XVI века, поскольку в произведении описываются египетские реалии именно того времени, а топография городов, хотя они и фигурируют как персидские, месопотамские и сирийские топонимы, есть обстоятельная топография Каира поздней мамелюкской эпохи. В литературной обработке «Тысячи и одной ночи» Лейн усматривал такую замечательную однородность и выдержанность позднего египетского колорита, что не допускает постепенной компоновки сочинения на протяжении столетия и признавал только одного, максимум — двух составителей (второй мог окончить сборник), которые (или который) в течение недолгого времени, точнее на рубеже XV—XVI веков, и скомпилировали «Тысячу и одну ночь» в Каире при мамелюкском дворе. Согласно Лейну, компилятор имел в своём распоряжении хранившийся с X до XV века в своём изначальном виде арабский перевод «Хезâр-эфсâне», взял оттуда заглавие, рамку и, быть может, даже некоторые сказки. Кроме того автор также пользовался другими сборниками персидского (сравните с повестью о летательном коне) и индийского («Джильâд и Шимâс») происхождения, арабскими воинственными романами времён крестоносцев (Царь Омар-Номâн), наставительными (Мудрая дева Таваддода), мнимо-историческими повестями о Гаруне ар-Рашиде, специально-историческими арабскими сочинениями (особенно теми, где есть богатый анекдотический элемент), околонаучными арабскими сочинениями по географии и космографии (Путешествия Синдбада и космографию Казвини), устными юмористическими народными побасёнками и т. д.. Все эти разнородные и разновременные материалы скомпилировал и тщательно обработал египетский составитель XV—XVI веков, когда переписчики XVII—XVIII веков внесли в его редакции только несколько изменений.
Точка зрения Лейна считалась общепринятой в учёном мире до 80-х годов XIX века. Статьи Михаэля де Гуе со слабыми поправками по вопросу о критериях закрепляли старый лейновский взгляд на компиляцию «Тысячи и одной ночи» в мамелюкскую эпоху (после 1450 года, по де Гуе) одним составителем, да и новый английский переводчик (впервые не побоявшийся упрёка в скабрёзности) Джон Пейн не отступил от теории Эдварда Лейна.
Новые исследования начались с новыми переводами «Тысячи и одной ночи». Ещё в 1839 году X. Торренс (Torrens H. Athenaeum, 1839, р. 622) цитировал историка XIII века ибн-Саида (1208—1286), указавшего, что в Египте некоторые приукрашенные народные рассказы напоминают собой «Тысячу и одну ночь». В 1886 году на те же слова ибн-Саида обратил внимание анонимный автор критики новых переводов Пейна и Бёртона. По основательному замечанию критика, многие культурно-исторические намёки и другие данные, на основании которых Лейн (а за ним Пейн) отнёс составление «Тысячи и одной ночи» к XV—XVI векам, объясняются обычными интерполяциями позднейших переписчиков, поскольку нравы на Востоке не так быстро меняются, чтоб по их описанию можно было бы безошибочно отличить реалии какого-нибудь одного века от предыдущего либо последующего. Поэтому «Тысяча и одна ночь» могла быть скомпилирована ещё в XIII веке, на что косвенно указывает составление гороскопа на 1255 год цирюльником в «Сказке о горбуне». Впрочем, в течение двух следующих веков переписчики могли внести в готовую «Тысячу и одну ночь» новые дополнения. Август Мюллер справедливо заметил, что если по указанию ибн-Саида «Тысяча и одна ночь» существовала в Египте в XIII веке, а к XV веку, по довольно прозрачному указанию Абуль-Махâсына, успела уже получить свои новейшие дополнения, то для прочных и правильных суждений о ней необходимо было прежде всего выделить эти позднейшие интерполяции и восстановить, таким образом, изначальный вариант «Тысячи и одной ночи» XIII века. Для того следовало сопоставить все имевшиеся списки «Тысячи и одной ночи» и отбросить отличающиеся в них части как наслоения XIV—XV веков. Обстоятельно такую работу провели Герман Цотенберг и Ричард Бёртон в послесловии к своему переводу 1886—1888 годов. Краткий но содержательный обзор рукописей выполнил Виктор Шовен (Bibliographie arabe. Vol. IV, 1900). Мюллер в одной из статей сделал собственный сравнительный анализ.
Оказалось, что в разных списках одинакова преимущественно первая часть сборника, но в ней вовсе нельзя найти тем египетских при преобладании повестей о багдадских Аббасидах (особенно о Гаруне ар-Рашиде) и присутствии небольшого количества индийско-персидских сказок. Из этого следовал вывод, что в Египет попал уже большой готовый сборник сказок, составленный в Багдаде, вероятно, в X веке, содержание которого строилось вокруг идеализированной личности халифа Гаруна ар-Рашида. Эти сказки были втиснуты в рамку неполного арабского перевода «Хезâр-эфсâне», который был сделан в IX веке и ещё при Мас’удии был известен под названием «Тысячи и одной ночи». Хаммер предполагал, что сборник не был создан одним автором, а составлялся постепенно многими авторами в течение нескольких веков. Главный её составной элемент представлен арабским национальным субстратом, а персидская составляющая занимает мало места. Такую же точку зрения в 1888 году частично разделил араб А. Сальхâний. Кроме того, основываясь на словах Ибн ан-Надима, что араб Джахшиярий (багдадец, вероятно, X века) тоже взялся за составление сборника «1000 ночей», куда вошли избранные персидские, греческие, арабские и другие сказки, Сальхâний высказал убеждение, что труд Джахшиярия и был первой арабской редакцией «Тысячи и одной ночи», которая затем при составлении многочисленных списков, особенно в Египте, значительно увеличилась в объёме. В том же 1888 году Нёльдеке указал, что даже историко-психологические основания заставляют в одних сказках «Тысячи и одной ночи» видеть египетское происхождение, а в других — багдадское.

### Гипотеза Эструпа
Как плод основательного знакомства с методами и исследованиями предшественников, появилась обстоятельная диссертация И. Эструпа. Вероятно, книгой Эструпа пользовался и автор истории арабской литературы К. Броккельманн; во всяком случае, предлагаемые им краткие сообщения о «Тысяче и одной ночи» близко совпадают с положениями, разработанными у Эструпа. Содержание их следующее:
- нынешнюю свою форму «Тысяча и одна ночь» получила в Египте, больше всего в первый период владычества мамелюков (с XIII в.)[21].
- Вся ли «Хезâр-эфсâне» вошла в арабскую «Тысячу и одну ночь» или только избранные её сказки — это вопрос второстепенный. С полной уверенностью можно сказать, что из «Хезâр-эфсâне» взята рамка сборника (Шахрияр и Шахерезада)[15], «Рыбак и дух», «Хасан Басрийский», «Царевич Бадр и царевна Джаухар Самандальская», «Ардешир и Хаят-ан-нофуса», «Камар-аз-заман и Будур»[21]. Эти сказки по своей поэтичности и психологичности — украшение всей «Тысячи и одной ночи»; в них причудливо сплетается действительный мир с фантастическим, но отличительный их признак — тот, что сверхъестественные существа, духи и демоны являются не слепой, стихийной силой, а сознательно питают дружбу или вражду к известным людям[21].
- Второй элемент «Тысячи и одной ночи» — тот, который наслоился в Багдаде[21]. В противоположность сказкам персидским багдадские, в семитском духе, отличаются не столько общей занимательностью фабулы и художественной последовательностью в её разработке, сколько талантливостью и остроумием отдельных частей повести или даже отдельных фраз и выражений[21]. По содержанию это, во-первых, городские новеллы с интересной любовной завязкой, для разрешения которой нередко выступает на сцену, как deus ex machina, благодетельный халиф; во-вторых — рассказы, разъясняющие возникновение какого-нибудь характерного поэтического двустишия и более уместные в историко-литературных, стилистических хрестоматиях[21]. Возможно, что в багдадские изводы «Тысячи и одной ночи» входили также, хоть и не в полном виде, «Путешествия Синдбада»; но Броккельман полагает, что этот роман, отсутствующий во многих рукописях, вписан был в «Тысячу и одну ночь» уже позже[21].
- Когда «Тысяча и одна ночь» начала переписываться в Египте, в неё вошёл третий составной элемент: местные каирские сказки, del' genero picaresco, как говорит Эструп[21]. Каирских сказок два типа: одни — бытовые фаблио, в которых излагаются ловкие проделки плутов (например, искусного вора Ахмеда ад-Данафа) и всякие забавные происшествия, причём бросаются камешки в огород нечестных и подкупных властей и духовенства; другие — сказки с элементом сверхъестественным и фантастическим, но совсем иного рода, чем в персидских сказках: там духи и демоны имеют среди людей своих любимцев и нелюбимцев, а здесь играет роль талисман (например, волшебная лампа Аладдина), слепо помогающий своему владетелю, кто бы он ни был, и стихийно обращающийся против своего прежнего владетеля, если попадёт в другие руки; темы таких сказок, вероятно, унаследованы арабским Египтом от классического, древнего Египта[21][31].
- В Египте же с той целью, чтобы сказочного материала хватило как раз на «Тысячу и одну ночь», некоторые переписчики вставляли в сборник такие произведения, которые прежде имели совершенно отдельное литературное существование и составились в разные периоды: длинный роман о царе Номâне, враге христиан, «Синдбадова книга» (о женском коварстве), быть может, «Приключения Синдбада-морехода», «Царь Джильâд и министр Шимас», «Ахыкâр Премудрый» (древнерусский Акир), «Таваддода» и др.[21]. В 1899 году В. Шовен[фр.] («La récension égyptienne des 1001 nuits», Люттих), рассмотрев египетские сказки «Тысячи и одной ночи» с точки зрения художественности, отметил, что между ними есть талантливые (вроде «Сказки о горбуне» со вставленными историями «Молчаливого цирюльника»), а остальные — бездарные[21]. По соображениям Шовена (требующим, впрочем, ещё проверки), первая группа составилась раньше второй[21]. Так как во второй (объёмистой) группе рассыпано много рассказов об обращении евреев в ислам и есть много прямо заимствованного из литературы еврейской, то Шовен заключает, что последним, заключительным редактором «Тысячи и одной ночи» был еврей, принявший ислам; по его мнению, таким евреем мог бы быть псевдомаймонид, автор еврейской книги «Клятва», напечатанной в Константинополе в 1518 году[21][32].

## Содержание

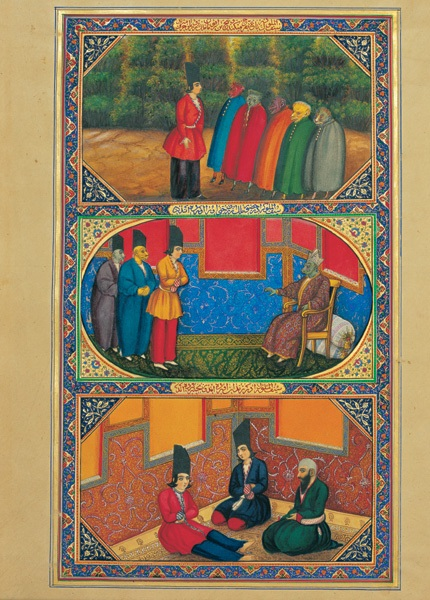
Персидские иллюстрации середины XIX века

Столкнувшись с неверностью своей любимой первой жены, Шахземан (перс. شاهزمان‎; Шахзаман Šāhzamān, Shâhzamân) казнил её и отправился к своему брату Шахрияру поделиться горем. Однако жена брата тоже оказалась такой же распутной, как и жена Шахземана. Вскоре братья встретили женщину, которая носила ожерелье из 570 перстней, число которых указывало, сколько раз она изменила джинну, который держал её в плену, прямо в его присутствии, пока тот спал. Братья вернулись домой к Шахрияру и казнили его жену и наложниц.
С тех пор, решив, что все женщины распутны, Шахрияр каждый день берёт невинную девушку, овладевает ею, а на рассвете следующего дня казнит её. Однако этот страшный порядок нарушается, когда очередь доходит до Шахерезады — мудрой дочери визиря Шахрияра. Каждую ночь она рассказывает увлекательную историю, и каждый раз на самом интересном месте её «застигает утро», и она «прекращает дозволенные речи».
Каждое утро царь думает: «Казнить её я смогу и завтра, а этой ночью услышу окончание истории». Так продолжается тысячу и одну ночь (на самом деле из-за ошибки переписчика ночей 999, в оригинале отсутствуют 202 и 261-я ночи). По их прошествии Шахерезада пришла к царю с тремя сыновьями, рождёнными за это время, «один из которых ходил, другой ползал, а третий сосал грудь». Во имя них Шахерезада попросила царя не казнить её, на что Шахрияр ответил, что помиловал её ещё раньше, до появления детей, потому что она чиста, целомудренна и невинна.
Строится «Тысяча и одна ночь» по принципу обрамлённой повести, позволяющей включать в сборник всё новые, имеющие самостоятельное значение тексты. Один из героев говорит, что с тем-то случилось то-то, а его собеседник спрашивает: «А как это было?», после чего начинается новый рассказ или вставная новелла. Сказки Шахерезады могут быть разбиты на 3 основные группы, которые условно можно назвать героическими, авантюрными и плутовскими сказками.

### Героические сказки
К группе героических сказок относятся фантастические повести, вероятно составляющие древнейшее ядро «Тысячи и одной ночи» и восходящие некоторыми своими чертами к её персидскому прототипу «Хезар-Эфсане» (Хезар — тысяча, Эфсане — сказка), а также длинные рыцарские романы эпического характера. К объёмным рыцарским романам Салье относил «Повесть о царе Омаре ибн ан-Нумане» (ночи 45—145), «Рассказ об Аджибе и Гарибе» (ночи 624—680), «Рассказ о царевиче и семи везирях» (ночи 578—606), «Сказку о Синдбаде-мореходе» (ночи 536—566). Современные исследователи причисляют к рыцарским романам первые два наименования и находят черты этого жанра в других сказках. Стиль этих повестей — торжественный и несколько мрачный; главными действующими лицами в них обычно являются цари и их вельможи. В некоторых сказках этой группы, как например в повести о мудрой деве Тахаддут (Таваддуд, ночи 436—462), отчётливо видна дидактическая тенденция. В литературном отношении героические повести обработаны более тщательно, чем другие; обороты народной речи из них изгнаны, стихотворные вставки — по большей части цитаты из классических арабских поэтов — наоборот, обильны. К «придворным» сказкам относятся, например, «Камар-аз-Заман и Будур» (ночи 170—249), «Бадр Басим и Джаухар» (ночи 738—756), «Повесть о царе Омаре ибн-ан-Нумане», «Аджиб и Гариб» и некоторые другие.

### Авантюрные сказки
Иные настроения — в «авантюрных» новеллах, возникших, вероятно, в торговой и ремесленной среде. Цари и султаны выступают в них не как существа высшего порядка, а как самые обыкновенные люди; излюбленным типом правителя является знаменитый Харун ар-Рашид, правивший с 786 по 809 год, то есть значительно раньше, чем приняли свою окончательную форму сказки Шахерезады. Упоминания о халифе Харуне и его столице Багдаде не могут поэтому служить основой для датировки «Ночей». Подлинный Харун ар-Рашид был очень мало похож на доброго, великодушного государя из «Тысячи и одной ночи», а сказки, в которых он участвует, судя по их языку, стилю и встречающимся в них бытовым подробностям, могли сложиться только в Египте. По содержанию большинство «авантюрных» сказок — типичные городские фаблио. Это чаще всего любовные истории, героями которых являются богатые купцы, почти всегда обречённые быть пассивными исполнителями хитроумных планов своих возлюбленных. Последним в сказках этого типа обычно принадлежит первенствующая роль — черта, резко отличающая «авантюрные» повести от «героических». Типичными для этой группы сказок являются: «Повесть об Абу-ль-Хасане из Омана» (ночи 946—952), «Абу-ль-Хасан Хорасанец» (ночи 959—963), «Нима и Нум» (ночи 237—246), «Любящий и любимый» (ночи 112—128), «Аладдин и волшебная лампа».
«Рассказ про Ала ад-Дина и волшебный светильник» не был включён во 2-е издание перевода Салье (1958—1960), но был опубликован в серии «Библиотека всемирной литературы». Научные дискуссии о происхождении этой популярной сказки длятся до настоящего времени, поскольку она, равно как и рассказы о путешествиях Синдбада, не присутствует ни в арабских рукописях свода, ни в изданиях сборника на арабском языке. Это указывает на то, что изначально сказка о волшебной лампе Ала ад-Дина не входила в оригинальную версию «Тысячи и одной ночи». Тем более, что впервые она была опубликована в издании Галлана, а филологический анализ её текста свидетельствует о сомнительной причастности к арабской традиции, и исследователи XIX века прослеживали в ней устойчивые параллели со сказками Европы.
Персонажами историй данного плана выступают кроме Харуна ар-Рашида реальные исторические личности. Например, Ибрахим ибн аль-Махди и Абдуллах аль-Мамун; последний также фигурирует в «Рассказе об аль-Мамуне и пирамидах». История о любви поэта Ади ибн Зайда к принцессе Хинд, его женитьбе и убийстве описана в «Рассказе об Ади ибн Зейде и Марии».

### Плутовские сказки
«Плутовские» сказки натуралистически рисуют жизнь городской бедноты и деклассированных элементов. Героями их обычно являются ловкие мошенники и плуты — как мужчины, так и женщины, например, бессмертные в арабской сказочной литературе Али Зибак и Далила-хитрица. В этих сказках нет и следа почтения к высшим сословиям; наоборот, «плутовские» сказки полны насмешливых выпадов против представителей власти и духовных лиц. Язык «плутовских» повестей близок к разговорному; стихотворных отрывков, малопонятных неискушённым в литературе читателям, в них почти нет. Герои плутовских сказок отличаются мужеством и предприимчивостью и представляют разительный контраст с изнеженными гаремной жизнью и бездельем героями «авантюрных» сказок. Кроме рассказов об Али Зибаке и Далиле (ночи 698—719), к плутовским сказкам относятся великолепная повесть о Маруфе-башмачнике (ночи 989—1001), сказка о рыбаке (по имени) Халифа (ночи 831—845), стоящая на грани между рассказами «авантюрного» и «плутовского» типа, и некоторые другие повести.

## Издания текста
Неполное первое калькуттское (1814—1818), полное второе калькуттское В. Макнотена (1839—1842), булакское (Bûlâq I, 1835 или 1836; часто переиздаваемое), бреславльское М. Хабихта и Г. Флейшера (1825—1843), очищенное от скабрёзностей бейрутское (1880—1882), ещё более очищенное бейрутское-иезуитское, очень изящное и дешёвое (1888—1890). Тексты изданы с рукописей, значительно отличающихся одна от другой, да и не весь ещё рукописный материал издан. Обзор содержания рукописей (старейшая — Галлановская, между 1425 и 1537 годами) см. у Зотенберга (Цотенберга), Бёртона, а вкратце — у Шовена (Bibliographie arabe). В 1984—1995 годах в Лейдене вышло принципиально новое издание Мухсина Махди по старейшим рукописям, в том числе Галлановской.

## Переводы
Армяне первыми перевели некоторые части из этого сборника. Уже в конце X века отдельные сказки из «Тысяча и одна ночи» были переведены на армянский язык.
В Европе впервые цикл получил известность благодаря неполному французскому переводу Антуана Галлана. Этот перевод был издан в 1704—1717 годах и в продолжение XVIII века был переведён на многие языки Европы. Перевод включил 12 томов, работа над ним продолжалась с 1703 по 1713 год. Галлан дополнил сборник несколькими сказками, источник которых не известен; среди них — знаменитая история про Али-Бабу и сорок разбойников. Перевод Галлана получился вольным; это обработка согласно вкусам двора Людовика XIV. Труд Галлана был продолжен Жаком Казоттом и Денисом Шависом (1784—1793) в том же духе.
С 1899 года издавался буквальный (с булакского текста) и не считающийся с «викторианскими приличиями» французский перевод известного врача и путешественника египетско-армянского происхождения Жозефа-Шарля Мардрюса, в 1902—1903 годах опубликованный и в России.
Немецкие переводы делались сначала по Галлану и Казотту; общий свод с некоторыми дополнениями по арабскому оригиналу дали Хабихт, Хаген и Шалль (1824—1825; 6-е издание, 1881) и, по-видимому, Кёниг (1869); с арабского — Г. Вейль (1837—1842; 3-е исправленное издание 1866—1867; 5-е издание, 1889) и, полнее, со всевозможных текстов, М. Хеннинг (в дешёвой Рекламовской «Библиотеке классиков», 1895—1900); неприличия в немецком переводе удалены.
Английские переводы делались сначала по Галлану и Казотту и получали дополнения по арабским оригиналам; наиболее известен перевод Джонатана Скотта (1811), но последний (6-й) том, переведённый с арабского, не повторялся в последующих изданиях. «Две трети „Тысячи и одной ночи“ ночи, с исключением мест неинтересных или грязных, с арабского» перевёл Э. Лейн (1839—1841; в 1859 году вышло исправленное издание, перепечатано с издания 1883). Полные английские переводы, вызвавшие много обвинений в безнравственности: Дж. Пейна (1882—1889), и сделанные по многим редакциям, со всевозможными разъяснениями (историческими, фольклорными, этнографическими и др.) — Ричарда Фрэнсиса Бёртона.
На русском языке ещё в XVIII веке появились переводы с французского. В России, как и в других странах Европы, в преддверии романтизма именно «Арабские сказки» с их аурой экзотического ориентализма стали излюбленным чтением подростков. Вот как об этом рассказывает Сергей Аксаков в книге «Детские годы Багрова-внука»:
При первом удобном случае начал я читать арабские сказки, надолго овладевшие моим горячим воображеньем. Все сказки мне нравились; я не знал, которой отдать преимущество! Они возбуждали моё детское любопытство, приводили в изумление неожиданностью диковинных приключений, воспламеняли мои собственные фантазии. Гении, заключённые то в колодезе, то в глиняном сосуде, люди, превращённые в животных, очарованные рыбы, чёрная собака, которую сечёт прекрасная Зобеида и потом со слезами обнимает и целует… Сколько загадочных чудес, при чтении которых дух занимался в груди!

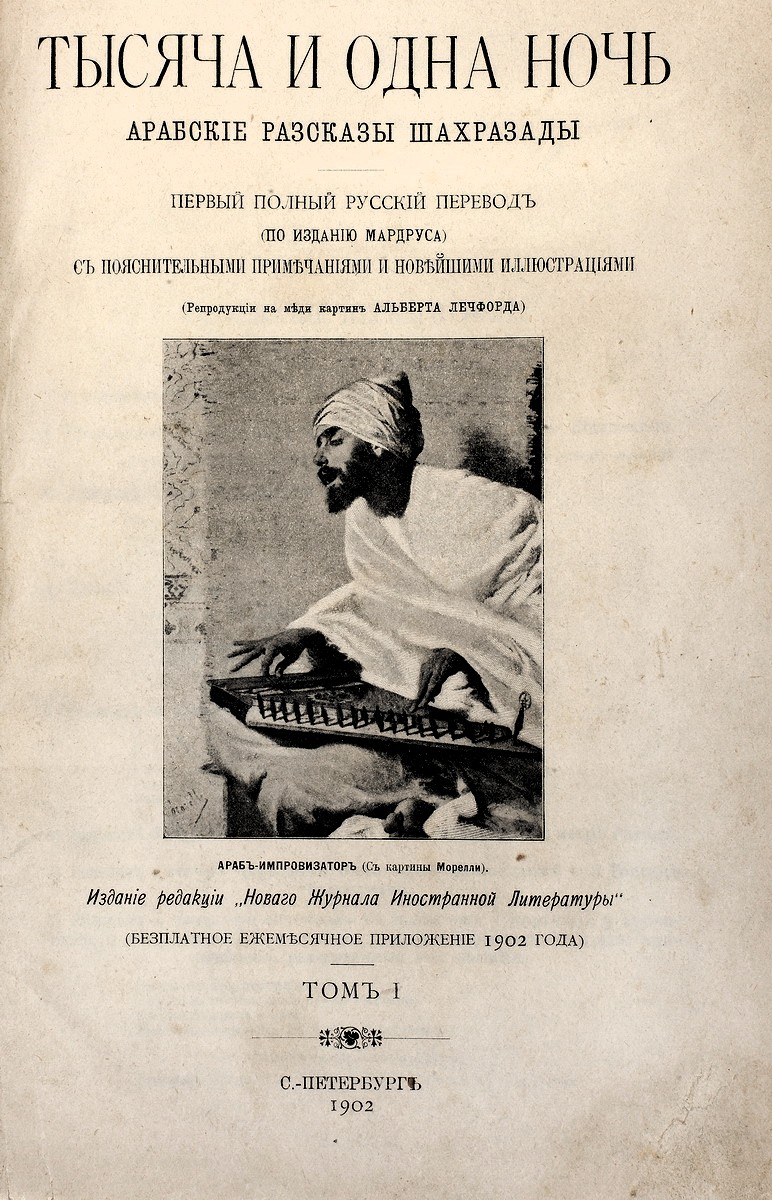
«Тысяча и одна ночь». Первый полный русский перевод (по изданию Мардрюса). 1902 г.

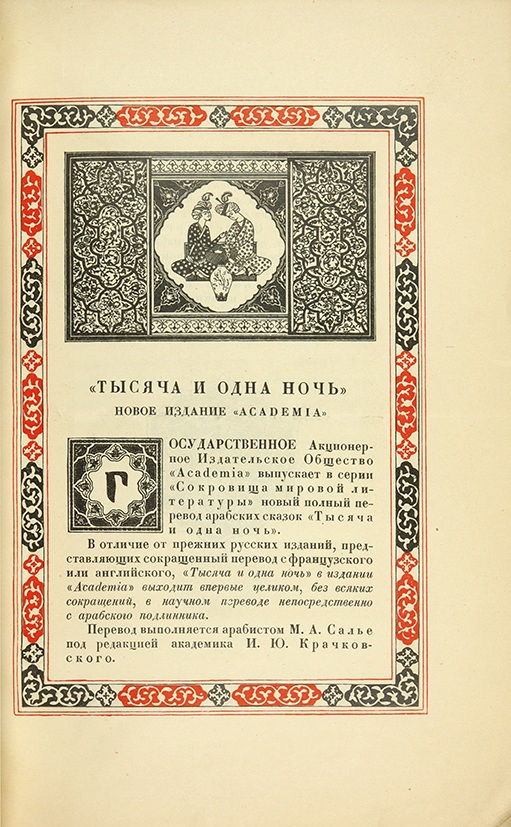
«Тысяча и одна ночь». Первый полный русский перевод с арабского (по калькуттскому изданию), Academia. 1929—1939.

Из числа изданных в XIX веке наиболее научным считался перевод Ю. В. Доппельмайер. Английский перевод Лейна, «сокращённый вследствие более строгих цензурных условий», перевела на русский язык Л. П. Шелгунова в приложении к «Живописному обозрению» (1894): при 1-м томе есть статья В. Чуйко, составленная по де Гуе.
Первый русский перевод непосредственно с арабского выполнен Михаилом Салье (1899—1961) в 1929—1939 годах по калькуттскому изданию. Данный перевод многократно полностью или частично переиздавался. Одним из его наиболее тиражных изданий (2 000 000 экземпляров) стал выпуск 1986 года, составленный Исааком Фильштинским и включивший четыре сборника («Халиф на час», «Синдбад-мореход», «Царевич Камар аз-Заман и царевна Будур» и «Маруф-башмачник»).
- Книга тысячи и одной ночи : в 8 т. / пер. с араб. М. А. Салье; предисл. М. Горького и М. А. Салье; под ред. акад. И. Ю. Крачковского; худ. Н. А. Ушин. — 1-е. — М. — Л. : Academia; Гослитиздат, 1929—1939.
- Тысяча и одна ночь: Избранные сказки в переводе М. А. Салье с иллюстрациями Николая Попова вошли в том 19 «Библиотеки всемирной литературы» издательства «Художественная литература». 1975  - 479 с. (303 тысячи экземпляров).
- Избранные сказки, рассказы и повести из «Тысячи и одной ночи» : в 4 т. / пер. с араб. М. А. Салье; сост., вступ. ст. и прим. И. М. Фильштинского. — М. : Правда, 1986. — 2530 с.

Среди изданных в конце XX века наиболее художественным считается новый дополненный перевод с арабского на русский язык. Авторы тщательно поработали над стилистической окраской произведения, открыв «замечательную сокровищницу величайшего эпоса» как для взрослых, так и для детского чтения. Издание воспроизводит рифмованную прозу оригинала с сохранением особенности арабского стихосложения — монорима. Поэтический перевод принадлежит А. Ревичу.
- Тысяча и одна ночь : в 12 т. / пер. с араб. Лины Мокрицкой, Владимира Плачинды, Степана Литвина; послесл. и коммент. Иосифа Брояка. — Киев : Лаванда, 1994. — 4000 с. — ISBN 5-7707-6161-X.

Известно поэтическое переложение текста на казахский язык, выполненное Жусипбеком Шайхисламулы. Прочие переводы указаны в вышеупомянутых работах А. Крымского («Юбилейном сборнике В. Миллера») и В. Шовена (т. IV).

## Экранизация
В октябре 2022 года студия Disney начала работу над новым проектом по мотивам рассказов «Тысяча и одна ночь». Фильм будет снят в жанрах научной фантастики и фэнтези. Над сценарием работает кинопродюсер Араш Амель. Подробности сюжетной линии не сообщаются.

## «Тысяча и один день»
Успех и слава издания Галлана подвигли Франсуа Пети де ла Круа (1653—1713) опубликовать в 1710—1712 годах сборник восточных сказок «Тысяча и один день» (фр. Les Mille et un Jours). Антология была принята с большим интересом и переведена на некоторые европейские языки. Считалось, что данная подборка, как и «Тысяча и одна ночь», представляла часть сокровищницы сказок Востока. Однако с самого начала высказывались сомнения относительно аутентичности историй и роли самого Пети де ла Круа в их издании. Во вступлении к своему изданию Пети де ла Круа заверял, что оригинал персидского манускрипта ему передал исфаханский дервиш Моклес (Moclès, или Мохлис Mukhlis) в 1675 году. Рукопись называлась «Тысяча и один день» («Хезâр-йäк руз», Hezar yek ruz) и содержала переводы индийских рассказов.
Позднее всё это было признано мистификацией. Филологический анализ показал, что Пети де ла Круа адаптировал истории из разных источников. Например, одна из наиболее живых, юмористических его сказок «Папуши Абу-Касыма», известная в украинской стихотворной обработке Ивана Франко, присутствует в арабском сборнике «Самарâт аль-аурâк» ибн-Хиджже. Основным источником был турецкий вариант рукописи al-Faraj ba‘d al-shidda, представляющей сборник живописных сказок, который был изначально составлен арабским автором аль-Танухи (al-Tanûkhî; ум. 995).
На таких основаниях был сделан вывод, что «Тысяча и один день» не может расцениваться как перевод какого-то оригинального восточного текста, но является компиляцией историй, созданных на материале восточного происхождения. По сути это была попытка имитации издания Галлана, успеху которого, по мнению некоторых критиков, Пети де ла Круа испытывал зависть. По примеру «Тысячи и одной ночи» в «Тысяче и одном дне» используется обрамляющая история, рассказываемая Сутлемеме (Sutlumemé) принцессе Фаррухназ (Farrukhnaz).

## Галерея

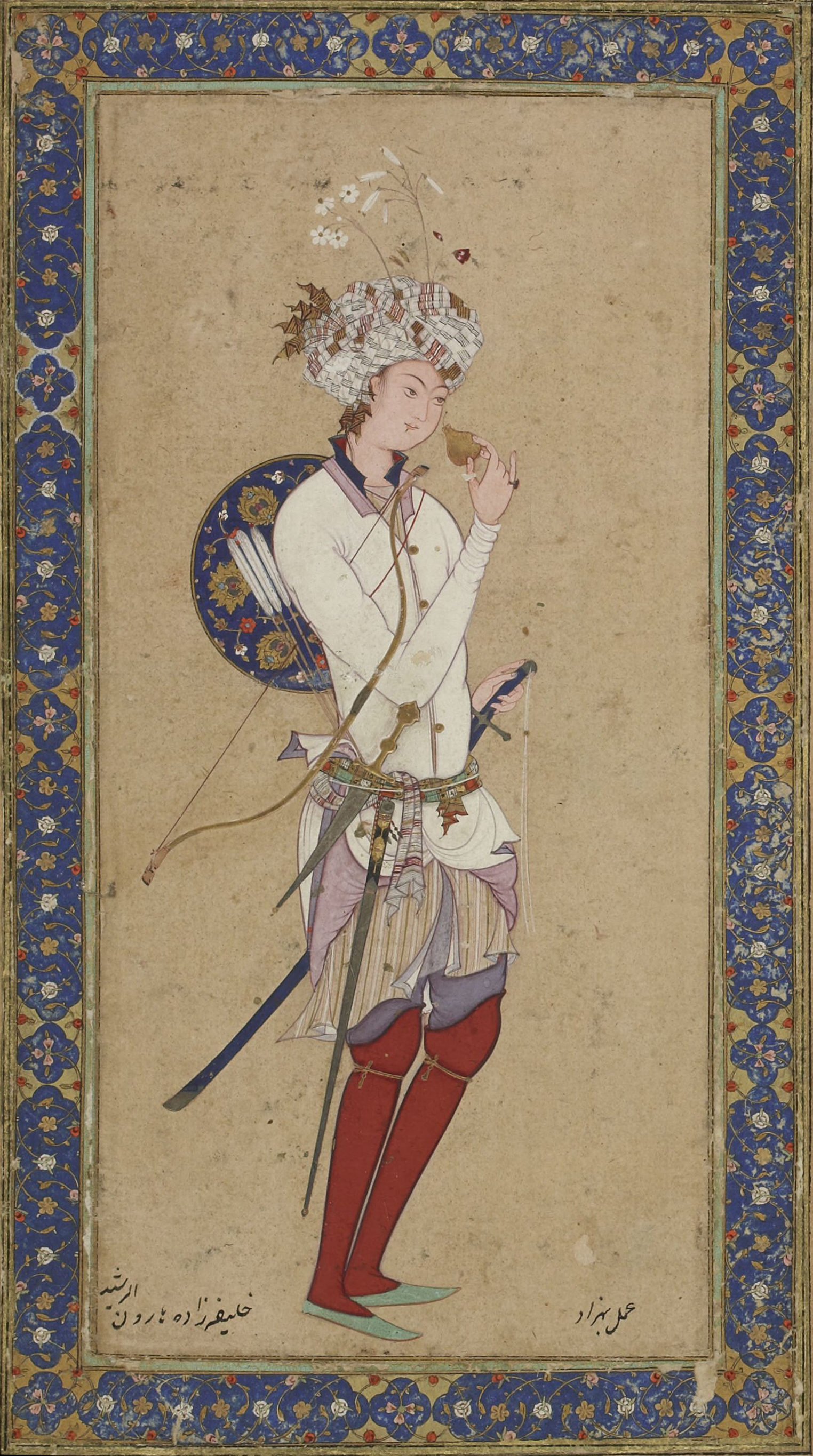
Харун ар-Рашид, ведущий персонаж «Тысячи и одной ночи». Персидская миниатюра нач. IX в.
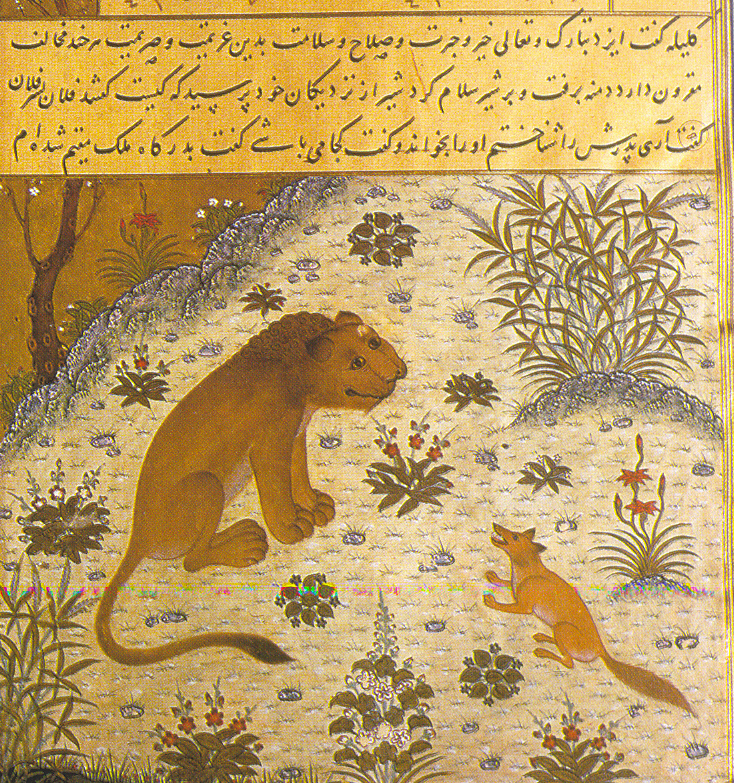
Миниатюра из гератской рукописи «Калилы и Димны» Ибн аль-Мукаффы (VIII в.), персидской версии «Панчатантры», 1429
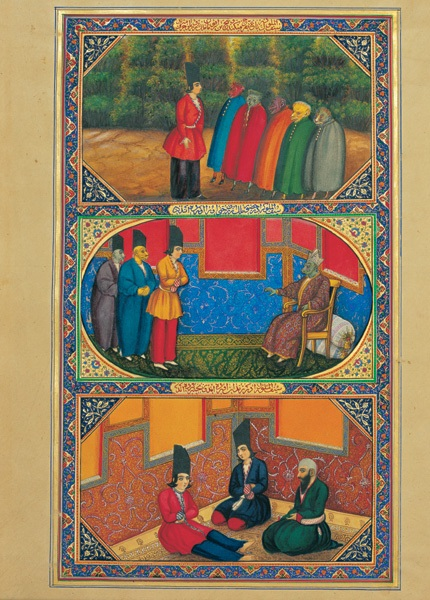
Иллюстрация к «Тысяче и одной ночи» Абу-ль-Хасана Гаффари, Иран, 1849-1856
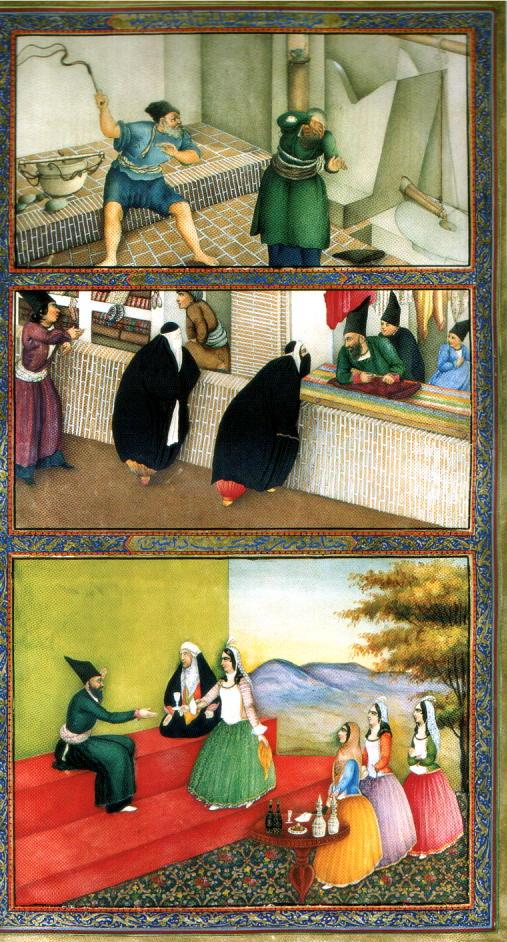
Иллюстрация к «Тысяче и одной ночи» Сани Оль Молька, Иран, 1853
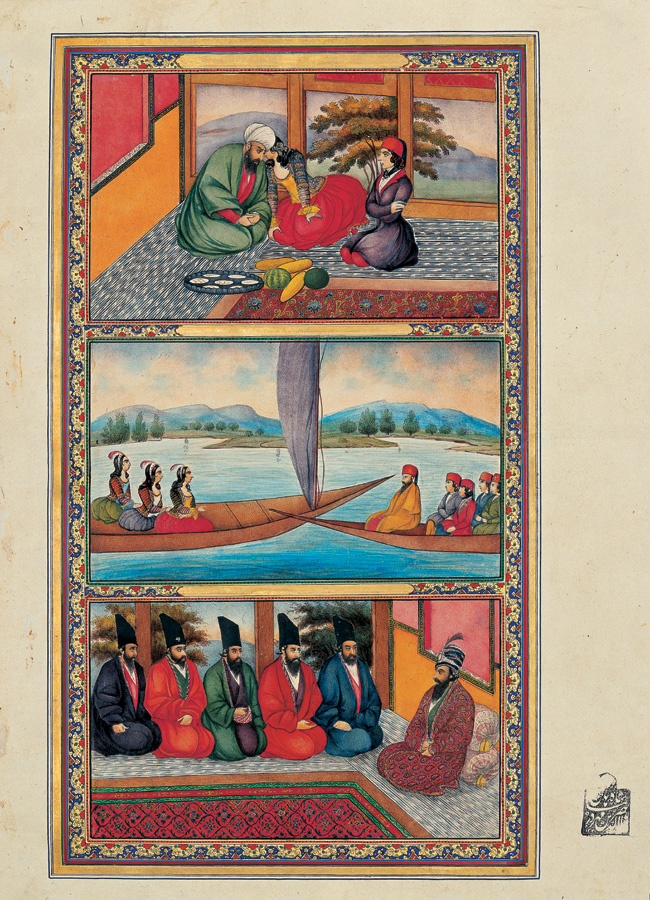
Иллюстрация к «Тысяче и одной ночи» Сани Оль Молька, Iran, 1849-1856
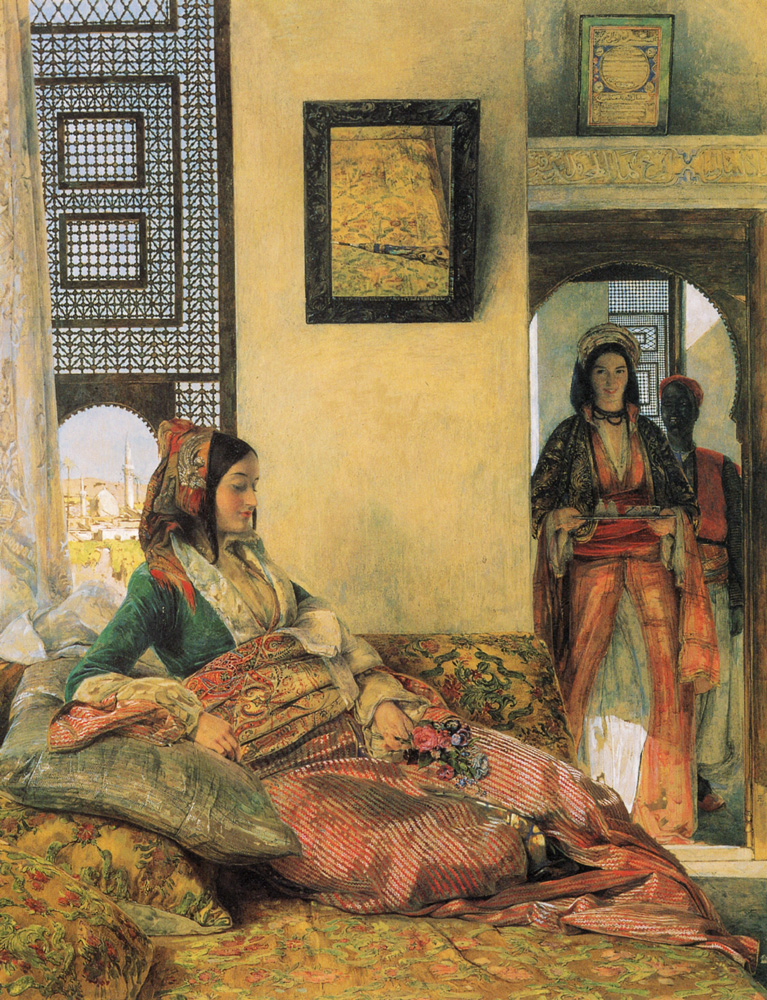
Джон Фр. Льюис. «Арабские ночи», сер. XIX в.
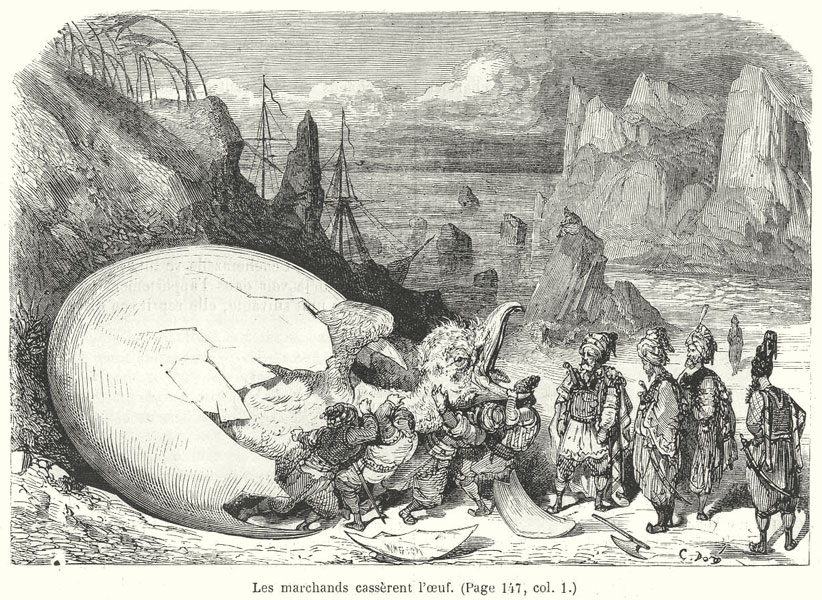
5-е путешествие Синдбада. Гравюра Г. Доре из парижского издания 1865 г.
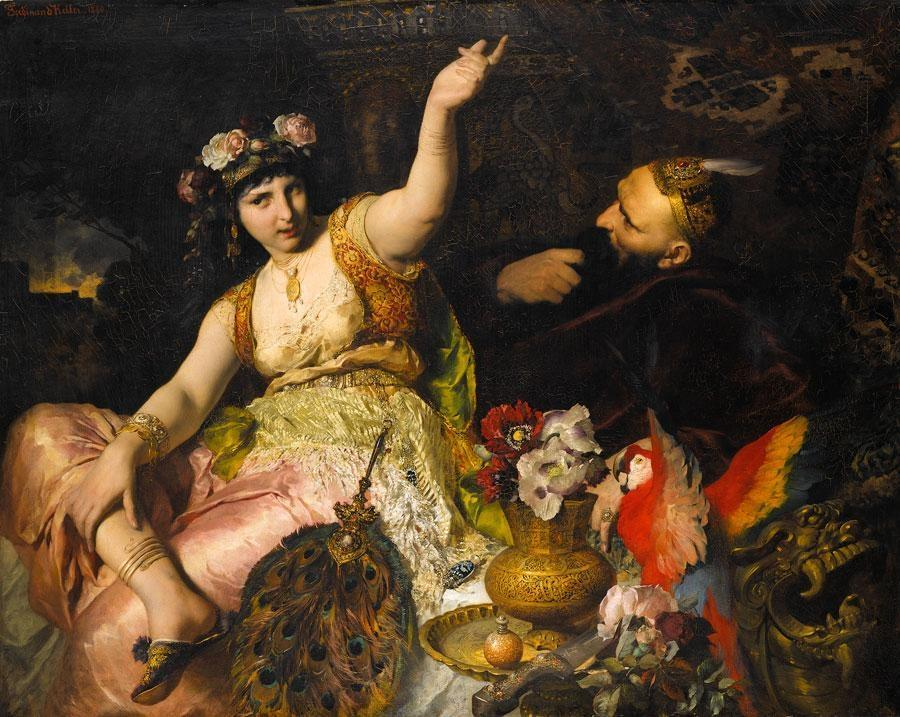
Шахерезада и Шахрияр, Фердинанд Келлер, 1880
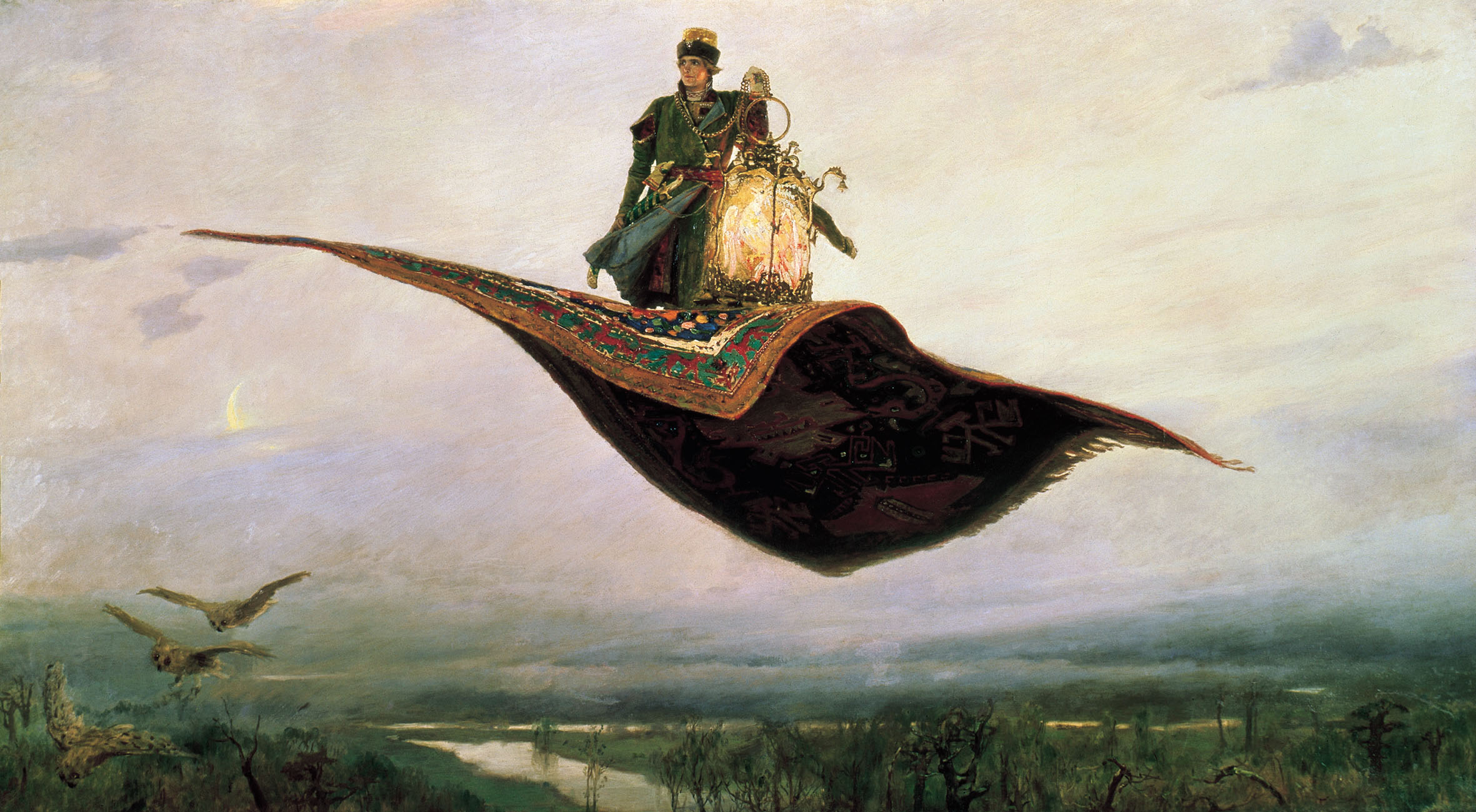
«Ковёр-самолёт». Иллюстрация В. М. Васнецова, 1880
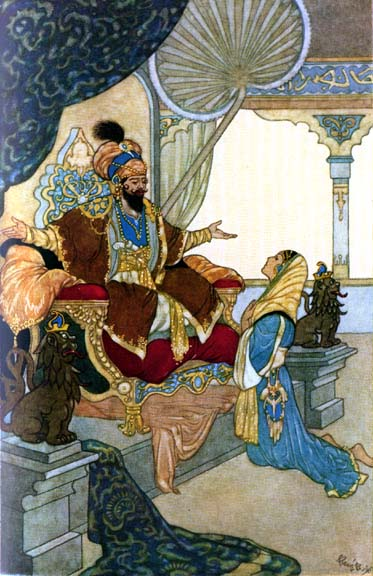
Султан. Иллюстрация Рене Булла к лондонскому изданию 1898 г.
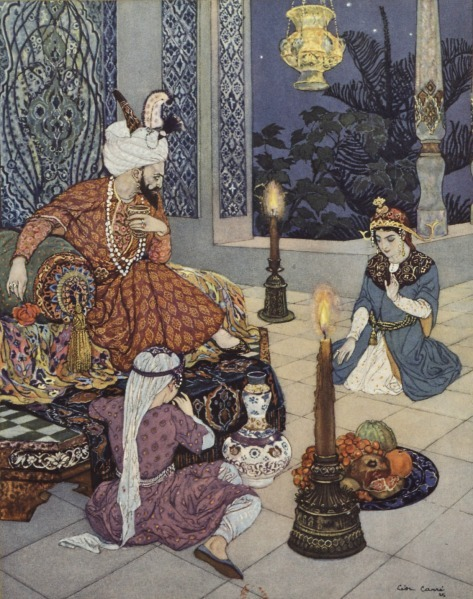
Иллюстрация Леона Карре к французскому изданию сказок в переводе Ж.-Ш. Мардрюса 1926
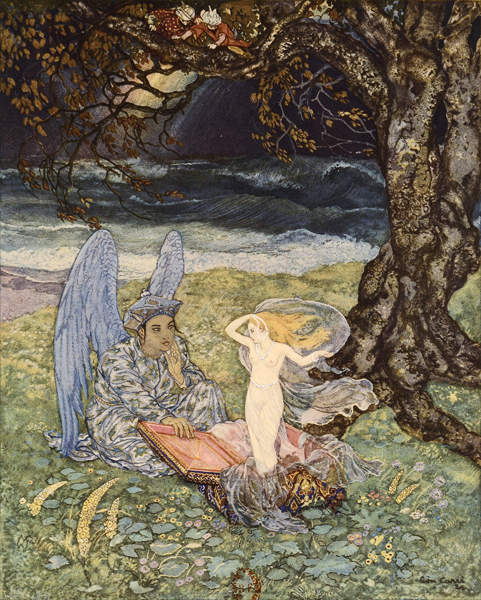
Иллюстрация Леона Карре к французскому изданию сказок в переводе Ж.-Ш. Мардрюса 1926
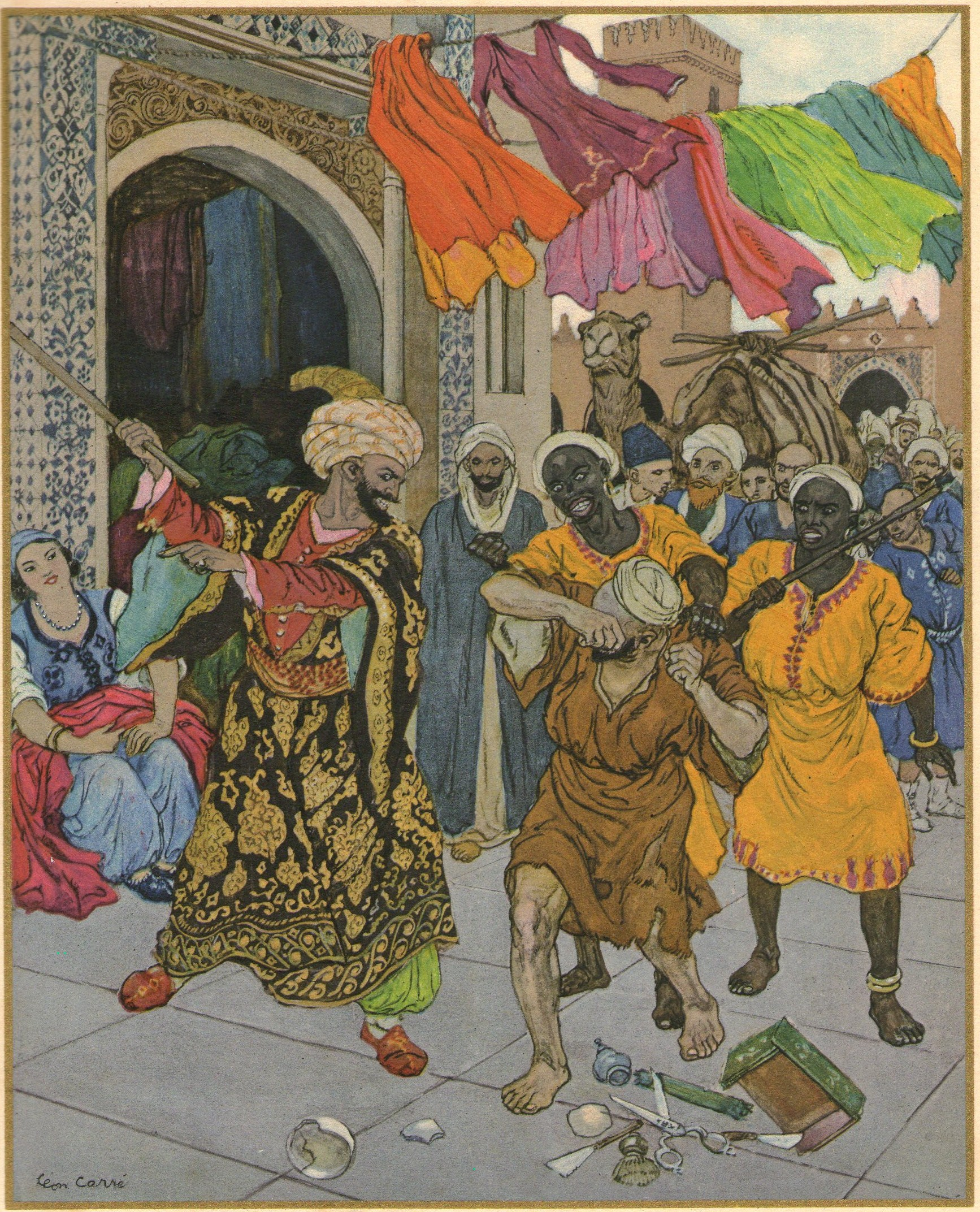
Иллюстрация Леона Карре к французскому изданию сказок в переводе Ж.-Ш. Мардрюса 1926
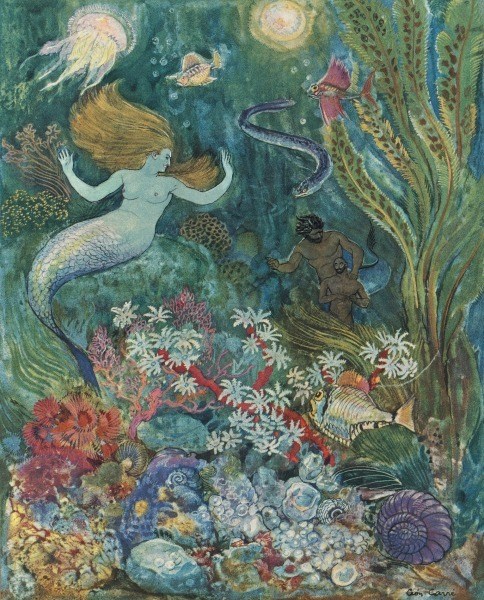
Иллюстрация Леона Карре к французскому изданию сказок в переводе Ж.-Ш. Мардрюса 1926
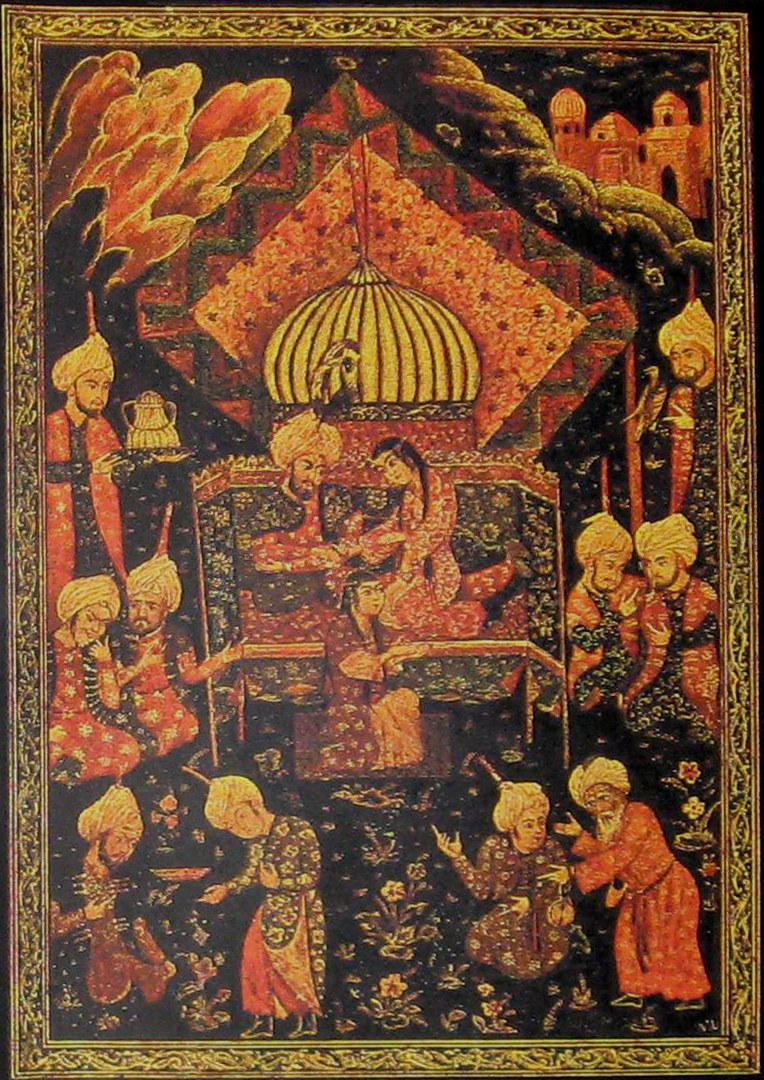
Обложка второго тома «Сказок тысячи и одной ночи» работы Н. А. Ушина, 1929-1930

## Награды
Книга входит в «Всемирную библиотеку» (список наиболее значимых произведений мировой литературы Норвежского книжного клуба).